# Patricia Tóffoli
Katty Patricia Tóffoli Andrade, conocida como Patricia Tóffoli (Caracas, 7 de octubre de 1960), es una actriz, modelo y ex reina de belleza venezolana. Participante del Miss Venezuela 1978 obteniendo la posición de primera finalista. Según el público presente, la verdadera ganadora fue ella y no Marisol Alfonzo. Portaba la banda de miss Falcón al momento de la coronación. Ella fue la representante oficial de Venezuela en el Miss Mundo 1978, certamen celebrado en Londres, Reino Unido, el 16 de noviembre de 1978. Ingresaría al top 15 de las semifinalistas. Desarrollaría una carrera como actriz de telenovelas en Venezuela y en el año 2000 se radicaría en Miami.

## Filmografía
- El show de López (1982-83), Rolieta
- Federrico (1982), maestra Milagros
- Pobrecito el payaso (1983), Concha de Nácar
- Leonela (1984)
- Crecer con papá (1987)
- Inmensamente tuya (1987)
- Pasionaria (1990)
- Mundo de fieras (1991)
- Amor de papel (1993)
- Peligrosa (1994)
- Dulce enemiga (1995)
- Destino de mujer (1997)
- Amor mío (1997)
- Samantha (1998)
- El país de las mujeres (1999)
- Hechizo de amor (2000)
- Gata salvaje (2002)